# Arumecla nisaee
Arumecla nisaee is een vlinder uit de familie van de Lycaenidae. De wetenschappelijke naam van de soort werd als Thecla nisaee in 1887 gepubliceerd door Godman & Salvin.